# Вилафранка Тирена
Вилафранка Тирена (итал. Villafranca Tirrena) је насеље у Италији у округу Месина, региону Сицилија.
Према процени из 2011. у насељу је живело 8124 становника. Насеље се налази на надморској висини од 23 м.

## Становништво
| 1931. | 1936. | 1951. | 1961. | 1971. | 1981. | 1991. | 2001. | 2011. |
| ----- | ----- | ----- | ----- | ----- | ----- | ----- | ----- | ----- |
| 3.924 | 4.336 | 4.652 | 4.859 | 5.790 | 6.737 | 7.372 | 8.517 | 8.748 |